# Maxime Do Couto
Maxime Do Couto Teixeira (Neuilly-sur-Seine, 13 dicembre 1996) è un calciatore francese, attaccante del Krasava ENY Ypsōnas.

## Carriera

### Club
Cresciuto nei settori giovanili di Mantes e Tours, esordisce tra i professionisti proprio con questi ultimi, nel 2014. Rimane a Tours fino al 2017, quando passa per una stagione all'Avoine OCC. Nell'estate del 2018, firma con gli ucraini dell'Olimpik Donec'k, rimanendovi per tre stagioni e totalizzando più di settanta presenze col club. Terminata l'esperienza ucraina, torna in Francia tra le file del Sochaux.
Nel 2024 si trasferisce all'IMT Belgrado, club della prima divisione serba.

### Nazionale
Ha giocato nella nazionale francese Under-19.